# Vire (rivier in België)
De Vire is een riviertje van het Maasbekken.
Zij stroomt voornamelijk in de Gaume, het zuiden van Belgische provincie Luxemburg. De Vire ontspringt in het bos van Pertot, tussen Rachecourt en Battincourt in de gemeente Aubange en stroomt door Belgisch Lotharingen tot zij bij Saint-Mard in de Ton stroomt.
- Virtual International Authority File: 154315012